# Камигори
Камигори (яп. 上郡町 Камиго:ри-тё:) — посёлок в Японии, находящийся в уезде Ако префектуры Хиого. Площадь посёлка составляет 150,28 км², население — 15 523 человека (1 августа 2014), плотность населения — 103,29 чел./км².

## Географическое положение
Посёлок расположен на острове Хонсю в префектуре Хиого региона Кинки. С ним граничат города Ако, Аиои, Тацуно, Бидзен и посёлок Саё.

## Население
Население посёлка составляет 15 523 человека (1 августа 2014), а плотность — 103,29 чел./км². Изменение численности населения с 1980 по 2005 годы:
| 1980 | 18 388 чел. |  |
| 1985 | 18 900 чел. |  |
| 1990 | 18 781 чел. |  |
| 1995 | 18 849 чел. |  |
| 2000 | 18 419 чел. |  |
| 2005 | 17 603 чел. |  |

## Символика
Деревом посёлка считается камелия, цветком — георгина.